# Los Carabajal
Los Carabajal es un conjunto de música folklórica de Argentina, de Santiago del Estero, Argentina. El grupo ha estado activo desde la década de 1960 y ha expresado varias generaciones del arte de la familia Carabajal, una destacada familia de músicos santiagueños. Algunos de los temas musicales más conocidos de su repertorio son La Telesita, Un domingo santiagueño, Vamos a andar la noche, Como pájaro en el aire, No despiertes aún, Romance de aquel hijo, Penas y alegrías del amor, Boquita de luna, Santiagueñeses de ayer y Corazón santiagueño, entre otros.

## Biografía
Creado en 1967, fue integrado originalmente por Agustín Carabajal, Carlos Carabajal (exintegrantes del conjunto tradicional santiagueño Los Ckari Huainas), Cuti Carabajal y Kali Carabajal. Esa formación tendrá sucesivas integraciones, con la única permanencia de Kali.
En los primeros dos años se retiran Agustín y Carlos, quienes integrarían Los Manseros Santiagueños, al igual que luego lo harían Carlos Leguizamón y Cuti Carabajal, y en 1968 se incorpora Mario Carabajal ("Musha"). Entre 1973 y 1978 el grupo lo componen Kali, Cuti y los salteños (Salto Argentino) Oscar Evangelista y Oscar Testa. Para fines de la década de 1970 se incorporan Roberto Carabajal y Peteco Carabajal, quedando con cuatro integrantes: Kali, Roberto, Peteco y Mario.
En la década de 1980, Roberto y Peteco se van y el grupo lo integran Kali, Musha, Luis Paredes y Mario Álvarez Quiroga. Kali compone canciones como la zamba No despiertes aún y Álvarez Quiroga aporta Romance de aquel hijo y Penas y alegrías del amor. Se retira Álvarez Quiroga y entra Jorge "El Mono" Leguizamón y luego dos hijos de Kali: Walter y Carlos Enrique Carabajal.
En 1990 son invitados por Sandro en su programa llamado Querido Sandro, emitido por Canal 13 de Buenos Aires, cantando Penas y alegrías del amor.
En 1995 obtienen un notable éxito en el Festival de Cosquín y se retira Leguizamón siendo reemplazado por Franco Barrionuevo. Incluyen canciones como Boquita de luna, Santiagueñeses de ayer y Corazón santiagueño. 
A inicios de la década del 2000 se suma en el canto Lucio Rojas y Andrés Simón en teclados. En 2007 Carlos Cabral reemplaza a Rojas. Ese año celebraron su 40.º Aniversario con un espectáculo en el Teatro Ópera, de la Capital Federal.
En 2010 Carlos Cabral abandona el conjunto para emprender su carrera solista. Quien lo reemplazó fue Blas Sansierra. La nueva formación estaba compuesta por Musha, Kali, Walter y Blas.
En 2013 ganaron el Premio Gardel como mejor álbum grupo de folklore por Los Carabajal en vivo (2012, Epsa Music).
En 2017 celebraron 50 años del conjunto con un concierto en el Luna Park.
En 2018 recibieron nuevamente el premio Gardel por su álbum Los Carabajal - 50 años en vivo (2017).
En 2022 recibieron el Camin a la trayectoria por parte de la Comisión Municipal de Folklore de Cosquin.
El 13 de abril de 2025 muere Musha Carabajal, quien se encontraba transitando una dura enfermedad. Días antes del deceso Kali y Walter anunciaban en conferencia de prensa que Musha no pertenecía más al conjunto y que en su lugar ingresaba Julio Carabajal, hijo de Kali.
El 4 de julio de 2025, Blas Sansierra anunció que deja el conjunto para poder iniciar su carrera como solista. Fue reemplazado por el cantante catamarqueño Ariel Segura.
Actualmente la formación del grupo es Kali Carabajal, Walter Carabajal, Julio Carabajal y Ariel Segura.

## Legado familiar
El grupo musical en sus inicios fue conformado por "Carlos" Carabajal (1929), "Agustín" Carabajal (1933), Saúl Belindo "Cuti" Carabajal (1947) y Carlos Roberto "Kali" Carabajal (1947), los tres primeros son hermanos e hijos de Francisco Rosario Carabajal y María Luisa Paz («madre de la chacarera»), mientras que el último "Kali" es hijo de Enrique Carabajal (hermano de Carlos, Agustín y Cuti, e hijo de Francisco y María Luisa). Posteriormente, conformaron el grupo Mario “Musha” Carabajal (1952-2025) y "Roberto" Carabajal (1953), hijo del ya mencionado Enrique Carabajal, hermanos de "Kali" y sobrinos de los otros tres miembros fundadores. Además, también han formado parte de la agrupación "Walter" Carabajal y "Carlos Enrique" Carabajal, quienes son hijos de "Kali", y bisnietos de Francisco y María Luisa.
También conformó el grupo Carlos Oscar Carabajal Correa, conocido como '"Peteco" Carabajal' (1956), quien es hijo de "Carlos" y hermano de Enriqueta Carabajal, Raúl Fernando "Demi" Carabajal (1972) y "Graciela" Carabajal (1951), los dos últimos son músicos que no han formado parte de Los Carabajal. A su vez, "Graciela" es madre de "Roxana" Carabajal (1973) y Saúl Agustín "Dipi" Carabajal (1982), quienes han desarrollado una carrera como solistas y son nietos de "Carlos". Además, también siguen el legado de la familia "Jorge Luis" Carabajal (1968), quien es hijo de "Agustín" y ha desarrollado una carrera como solista y también ha acompañado como instrumentista a su primo "Peteco" y a sus tío y primo respectivamente "Cuti y Roberto"; por su parte, "Pablo" Carabajal es hijo de "Oscar" Carabajal, uno de los 12 hermanos varones hijos de los ya mencionados Francisco y María Luisa Paz, y también ha desarrollado una carrera como solista en la música folklórica. También, es relevante mencionar a "Camilo" Carabajal (1975), un percusionista destacado quien es hijo de "Cuti", y a "Homero" Carabajal quien es vocalista y guitarrista del conjunto Riendas Libres e hijo de "Peteco".
Los pioneros de la familia Francisco Rosario Carabajal y María Luisa Paz con sus 12 hijos varones han nutrido de talentosos artistas a la cultura argentina y por eso la familia "Carabajal" es conocida como "la más grande del folklore" y apodada como el "Clan Carabajal". Se destacan varios artistas más descendientes de la familia quienes han formado parte de los grupos musicales que surgieron de la familia y/o han acompañado a sus parientes en sus carreras como solistas.

## Discografía

### Álbumes de Los Carabajal
1. El chasqui Venancio Caro / La Telesita... (Simple, Polydor, ¿?)
2. Los Carabajal y sus nuevos éxitos (Simple, Diapasón, 1971)
3. Santiago, vieja ciudad del barco (LP, Diapasón, 1971)
4. Los Carabajal (LP, Music Hall, 1972)
5. Vamos a andar la noche con... Los Carabajal (LP, EMI Odeón, 1973)
6. La ñaupa ñaupa (LP, EMI Odeón, 1975)
7. De monte adentro (LP, EMI Odeón, 1976)
8. Domingo santiagueño (LP, Philips, 1978)
9. Canción de la bienvenida (LP, Philips, 1979)
10. A la sombra de mi mama (LP, Philips, 1981)
11. Los Carabajal (LP, Tonodisc, 1982)
12. Como pájaros en el aire (LP, Philips, 1985)
13. Los Carabajal (LP, Microfón, 1987)
14. Entre ayer y mañana (LP, Microfón, 1989)
15. Los Carabajal (LP, Musica & Marketing, 1990)
16. Camino (LP, Polygram, 1992)
17. Bailando en la Salamanca -instrumental- (LP, Polygram, 1992)
18. Memorias de la tierra (LP, Polygram, 1993)
19. Sueños (LP, Música & Marketing, 1995)
20. 30 años en vivo (LP, Música & Marketing, 1997)
21. Cuando en el pecho se siente (LP, Música & Marketing, 1998)
22. Los Carabajal en vivo Volumen 2 (LP, DBN, 1999)
23. Espíritu (LP, DBN, 2002)
24. Aniversario (LP, Marka, 2005)
25. Cien años de chacarera (LP, Marka, 2006)
26. 40 años en vivo en el Teatro Ópera (LP, Marka, 2008)
27. Tierra milenaria (LP, B&M, 2009)
28. Sin fronteras (LP, B&M, 2010)
29. Los Carabajal en vivo (LP, EPSA, 2012)
30. Huella (LP, EPSA, 2014)
31. 50 años en vivo (LP, Independiente, 2017)
32. Leyendas (LP, Independiente, 2019)

### Editados en el extranjero
1. El Cristo americano (LP, EMI Odeón, España, 1974)

### Con la familia
1. Carabajalazo en vivo, en el Luna Park (LP, Polygram, 1998)
2. Carabajales (LP, DBN, 2010)
3. El carabajalazo. Cantores de chacareras (LP, EPSA, 2014)
4. El carabajalazo. Cantores de chacarera. En vivo (LP, EPSA, 2015)
5. Carabajales cantan El Martín Fierro (LP, Independiente, 2016)
6. 50 años de grandes éxitos. En vivo (LP, EPSA, 2017)

### Simples de difusión
1. Eduardo Ávila y Los carabajal (Simple, Microfón, 1979)
2. La estrella azul / La pucha con el hombre (Simple, Microfón, 1987)
3. Corazón de ausencia / Vieja casa / La humilde (Simple, Polygram, 1992)
4. Lágrimas de amor (Simple, EMI, 2002)

### Compartidos
1. Con varios artistas: Salud Santiago del Estero, madre de ciudades (LP, Diapasón, 1970)
2. Con varios artistas: 1er. Festival de la chacarera (LP, Diapasón, 1971)
3. Con Eduardo Ávila: Pasión y misterio de La Telesita (LP, Microfón, 1977)
4. Con varios artistas: Los santiagueños sean unidos (LP, RCA, 1991)
5. Con varios artistas: Grito de un viejo silencio (LP, Truyenke, 1994)
6. Con Bebe Ponti: San Francisco de Asis. Cantata santiagueña homenaje al papa Francisco (LP, EPSA, 2015)

### Compilados y otros
1. Folklore para todos (LP, Philips, 1978)
2. 20 éxitos de la música santiagueña (LP, EMI, 1985)
3. 20 éxitos de del folklore (LP, EMI, 1985)
4. Cosquín '86 (LP, Philips, 1986)
5. Lo mejor de Los Carabajal (LP, Diapasón, 1987)
6. De colección (LP, Música & Marketing, 1991)
7. Grandes éxitos (LP, Diapasón, 1992)
8. 20 super éxitos (LP, Microfón, 1994)
9. Grandes éxitos Vol. I y II (LP, Diapasón, 1994)
10. Mensaje del alma (LP, Polygram, 1996)
11. Consagrados en Cosquín 1960-1970 (LP, L. A. Records, 1997)
12. Sangre de mistol (LP, DBN, 1997)
13. Lo mejor (LP, EPSA, 1999)
14. Raíz de chacarera (LP, Música & Marketing, 1999)
15. Serie año 2000 (LP, Música & Marketing, 1999)
16. Serie Folklore (LP, Altaya, 1999)
17. Añorando el pago (LP, DBN, 2001)
18. La historia (LP, Universal, 2002)
19. Serie histórica (LP, Grafisound, 2003)
20. Nuestro folklore 2 (LP, D&D, 2004)
21. Grandes éxitos (LP, EMI Odeón, 2008)
22. Soy santiagueño, soy chacarera (LP, Universal, 2009)
23. El carabajalazo (LP, D&D, 2010)
24. Grandes Éxitos (LP, Diapasón, ¿?)
25. Folklore, nuestra música (LP, Ed. Perfil, ¿?)
26. Obras cumbres del folklore (LP, Revista Noticias, ¿?)
27. 20 grandes éxitos (LP, Philips, ¿?)
28. La Telesita (LP, Altaya, ¿?)
29. Folklore argentino. La trilogía (LP, ¿?)